# Milt Jackson

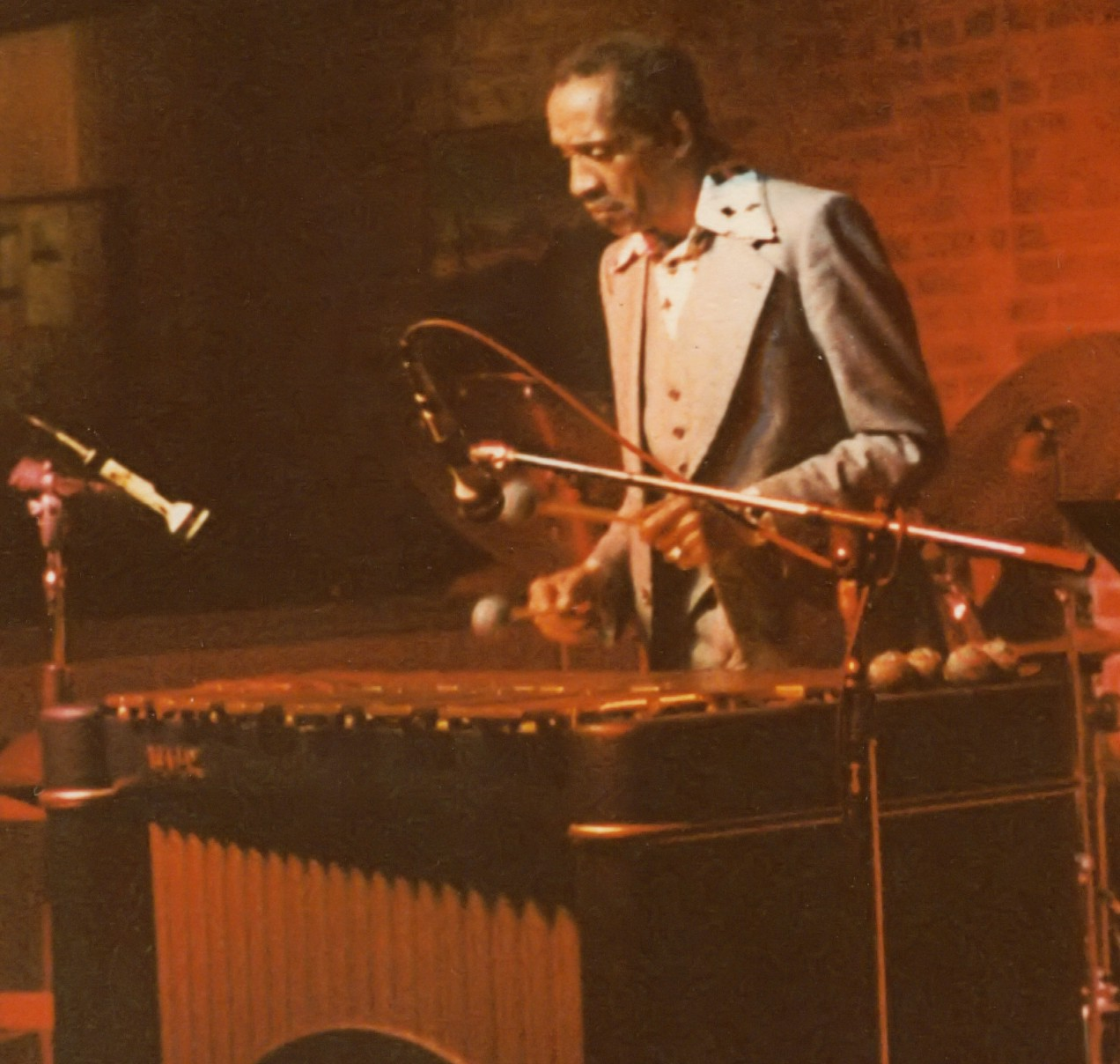
En el Parnell's Jazz Club de Seattle, hacia 1980.

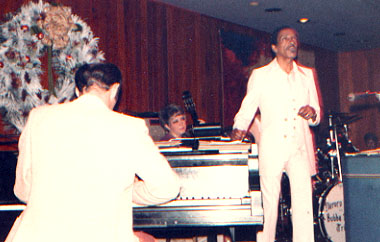
En el Village Jazz Lounge con el trío de Bubba Kolb a finales de los 70.

Milt Jackson (Detroit, 1 de enero de 1923-9 de octubre de 1999), conocido como Bags, fue un vibrafonista estadounidense de jazz que sobrepasó en relevancia a las dos principales figuras históricas del instrumento, Lionel Hampton y Red Norvo, y que se mantuvo durante cincuenta años en lo más alto de la popularidad, por encima incluso de estrellas emergentes como Bobby Hutcherson y Gary Burton. Su ámbito estilístico fue enormemente variado, abarcando bop, blues y las baladas más tradicionales.

## Reseña biográfica
Milt Jackson empezó tocando la guitarra a los siete años de edad y el piano a los once. Pocos años después, se cambió al vibráfono. Su debut profesional se produjo cantando en un grupo góspel. 
Dizzy Gillespie lo descubrió en Detroit y le ofreció un trabajo en su sexteto y más tarde en una orquesta de 1946. Jackson grabó con el trompetista y en poco tiempo se hizo popular y solicitado por otros músicos. A lo largo de 1948 y 1949 trabajó con Charlie Parker, Thelonious Monk, Howard McGhee, y la orquesta de Woody Herman. Tras tocar con el sexteto de Gillespie durante 1950-1952, en el que también tocó John Coltrane, Jackson grabó con un cuarteto que contaba con John Lewis, Percy Heath y Kenny Clarke (1952), que pronto se convirtió en un grupo regular denominado the Modern Jazz Quartet. 
Aunque grabó habitualmente como líder (incluyendo sesiones en los años cincuenta con Miles Davis y Thelonious Monk, Coleman Hawkins, John Coltrane y Ray Charles), Milt Jackson se mantuvo con el MJQ hasta 1974, convirtiéndose en parte indispensable de su sonido. A mediados de los cincuenta, Lewis se convirtió en el director musical y el formato impuesto por él pudo restringir el talento musical de Jackson. 
Sin embargo, en 1974, una frustración de origen fundamentalmente financiero, llevó a Jackson a abandonar el grupo. A partir de ese momento, grabó con el sello Pablo a lo largo de los setenta junto a numerosas figuras del jazz y tras siete años de ausencia el MJQ regresó en 1981. 
Además de sus grabaciones con el grupo, Milt Jackson realizó grabaciones como líder a lo largo de toda su carrera para numerosas compañías, entre las que se incluyen Savoy, Blue Note (1952), Prestige, Atlantic, United Artists, Impulse, Riverside, Limelight, Verve, CTI, Pablo, Music Masters y Qwest. 
Murió a causa de un cáncer a los 76 años. Fue enterrado en el Cementerio Woodlawn en el Bronx.

## Selección discográfica
- 1951	 	Milt Jackson [Dee Gee]	 	(Dee Gee)

- 1951	 	The Quartet	 	(Savoy)

- 1952	 	All Star Bags	 	(Blue Note)

- 1956	 	Second Nature	 	(Savoy)

- 1956	 	Ballads & Blues	(Atlantic)

- 1956	Jackson' Ville	(Savoy)

- 1957	Plenty, Plenty Soul	(Atlantic)

- 1957	 	Soul Brothers	 	(Atlantic)

- 1958		Bags' Opus	(Blue Note)

- 1959	Bags and Trane	(Atlantic)

- 1961	Bags Meets Wes!(Riverside)

- 1962 Statements (Impulse Records)

- 1972		Sunflower	(Columbia/Legacy)

- 1974 Goodbye	(CTI)

- 1975	 	The Milt Jackson Big Four [live]	 	Pablo

- 1975	The Big 3	(Pablo/OJC)

- 1977		Soul Fusion	(Pablo/OJC)

- 1980	Night Mist	(Pablo/OJC)

- 1982	 	A London Bridge [live]	(Pablo)

- 1982	Mostly Duke [live]	(Pablo/OJC)

- 1982	Memories of Thelonious Sphere Monk	(Pablo/OJC)

- 1993		Reverence and Compassion	(Warner Bros.)

- 1994	The Prophet Speaks	(Qwest)